# کارن السون
کارن السون (انگلیسی: Karen Elson؛ زادهٔ ۱۴ ژانویهٔ ۱۹۷۹) یک مانکن (فرد)، و خواننده اهل بریتانیا است.